# 瑟拉日河
瑟拉日河是位于羅馬尼亞境内的一條河流，也是索梅什河左岸的一条支流，在瑟爾西格鄉注入索梅什河。瑟拉日河全长39公里，流域面积457平方千米。瑟拉日河還有好幾條支流。